# Ranunculus tachiroei
Ranunculus tachiroei Franch. & Sav. – gatunek rośliny z rodziny jaskrowatych (Ranunculaceae Juss.). Występuje naturalnie w Japonii, na Półwyspie Koreańskim oraz w Chinach (we wschodniej części Jilin i w południowo-wschodnim Liaoning). 

## Morfologia
PokrójBylina o lekko owłosionych pędach. Dorasta do 70–80 cm wysokości.
LiścieW zarysie mają kształt od sercowato okrągłego do sercowato pięciokątnego, złożone z segmentów romboidalnych i trójdzielnych. Mierzą 12 cm długości oraz 16 cm szerokości. Ogonek liściowy jest nagi i ma 7–18 cm długości.
KwiatySą zebrane w luźnych baldachogronach. Pojawiają się na szczytach pędów. Mają żółtą barwę. Dorastają do 11–13 mm średnicy. Mają 5 owalnych działek kielicha, które dorastają do 4 mm długości. Mają 5 lub 6 podłużnych lub odwrotnie owalnych płatków o długości 5–7 mm.
OwoceNagie niełupki o odwrotnie owalnych kształcie i długości 3 mm. Tworzą owoc zbiorowy – wieloniełupkę o prawie kulistym kształcie i dorastającą do 8–9 mm długości.

## Biologia i ekologia
Rośnie na podmokłych łąkach. Kwitnie w lipcu. 